# Протасов, Яков Яковлевич
Яков Яковлевич Протасов (19 (30) ноября 1713 — 5 (16) октября 1773) — генерал-поручик, член Военной коллегии.

## Биография
Родился 19 (30) ноября 1713 года в семье майора Киевского гарнизона Якова Юдича Протасова, впоследствии бывшего действительным статским советником и советником генерал-кригс-комиссариатской конторы.
Вместе с братом Иваном 31 мая 1732 года он был отдан в Сухопутный шляхетный корпус; с 1736 года — капралом, с 1737 — подпрапорщик. Был выпущен из корпуса 14 апреля 1740 года подпоручиком; определился в Воронежский гарнизон и в июне 1740 года был произведён в поручики; 10 июня 1742 года он получил звание флигель-адъютанта, 28 ноября 1749 года произведён в премьер-майоры, а 11 сентября 1752 года — в подполковники. Через два года (24 февраля 1754 г.) Протасов был назначен генерал-вагенмейстером, то есть, начальником обоза.
В чине полковника (полученном им к Рождеству 1755 года) Воронежского пехотного полка, Протасов принимал участие в Семилетней войне; 19 августа 1757 года был в сражении при Гросс-Эгерсдорфе, а 14 августа 1758 года — при Фюрстенфельде, где получил контузию в спину и рану в правую руку и в 1759 году был вынужден подать прошение об отставке, рассмотрев которое главнокомандующий армией, генерал-аншеф граф Фермор нашёл, что вследствие неизлечимых болезней и слабости Протасов неспособен к несению полевой и гарнизонной службы, «при штатских же делах служить еще может», и отправил его, наградив при отставке чином генерал-майора (16 апреля 1759 г., минуя бригадирский чин), в Военную коллегию, которая назначила его членом в Главном Кригс-комиссариате, а затем — присутствующим в Военной конторе в Москве; 21 апреля 1773 года он был произведён в генерал-поручики.
В 1774 году Протасов, вместе с другими семью генерал-поручиками, присутствовал при суде над Емельяном Пугачевым; среди подписавших сентенцию о четвертовании Пугачева, находится и его имя.
Скончался {{СС3|05.10.1779 года в Москве, где и погребен в Донском монастыре.
В браке с Евдокией Андреевной Хрущова (1725—1797) имел сына Александра (1742—1799).